# Ijoen
Ijoen är en ö i Marshallöarna.   Den ligger i kommunen Arnoatollen, i den sydöstra delen av Marshallöarna, 50 km öster om huvudstaden Majuro.